# Sosnówka (gemeente)
De gemeente Sosnówka is een landgemeente in het Poolse woiwodschap Lublin, in powiat Bialski.
De zetel van de gemeente is in Sosnówka.
Op 30 juni 2004 telde de gemeente 2791 inwoners.

## Oppervlakte gegevens
In 2002 bedroeg de totale oppervlakte van gemeente Sosnówka 148,43 km², waarvan:
- agrarisch gebied: 66%
- bossen: 28%

De gemeente beslaat 5,39% van de totale oppervlakte van de powiat.

## Demografie
Stand op 30 juni 2004:
| Omschrijving                   | Totaal | Totaal | Vrouwen | Vrouwen | Mannen | Mannen |
| ------------------------------ | ------ | ------ | ------- | ------- | ------ | ------ |
| eenheid                        | aantal | %      | aantal  | %       | aantal | %      |
| inwoners                       | 2791   | 100    | 1412    | 50,6    | 1379   | 49,4   |
| bevolkingsdichtheid (inw./km²) | 18,8   | 18,8   | 9,5     | 9,5     | 9,3    | 9,3    |

In 2002 bedroeg het gemiddelde inkomen per inwoner 1290,58 zł.

## Administratieve plaatsen (sołectwo)
Czeputka, Dębów, Lipinki, Motwica, Pogorzelec, Przechód, Romanów, Rozwadówka, Rozwadówka-Folwark, Sapiehów, Sosnówka, Wygnanka, Żeszczynka.

## Overige plaatsen
Aleksandrów, Chmielita, Czetwertyny, Dąbrowa, Dwór, Góra, Hrada, Komarówka, Kruk, Kruszyna, Krzaki, Omszana, Pańskie, Pieńki, Płoski, Podbagnie, Posada, Przydroże, Serafina, Szostaki, Warszawska Ulica, Zady, Zamoczuły, Zapole, Zboryszewo, Zofijówka, Żuława.

## Aangrenzende gemeenten
Hanna, Łomazy, Podedwórze, Tuczna, Wisznice, Wyryki